# Campagne de vaccination contre la Covid-19 à Taïwan
Wikipédia ne donne pas de conseils médicaux ou sanitaires. Cet article est susceptible de contenir des informations obsolètes ou inexactes. Seul un professionnel de la santé est apte à vous fournir un avis médical, et seules les autorités sanitaires de votre pays sont compétentes pour donner des consignes de santé publique relatives à la pandémie de Covid-19.
Pour un article plus général, voir Pandémie de Covid-19 à Taïwan.
La campagne de vaccination contre la Covid-19 à Taïwan vise la maladie à coronavirus 2019, en réponse à la pandémie de Covid-19 active depuis le 21 janvier 2020 sur le territoire national.

## Gestion de la campagne

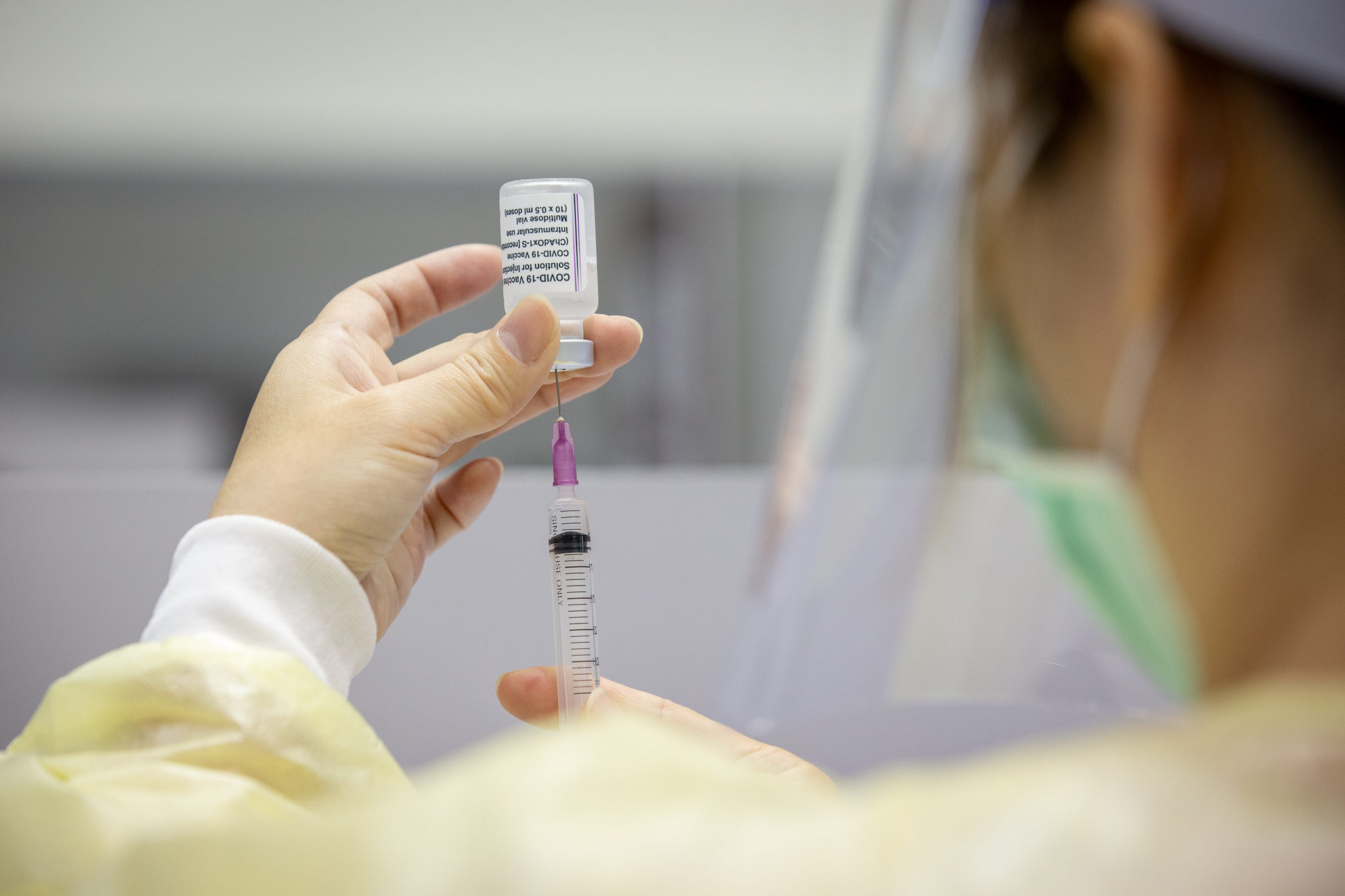
Une infirmière préparant une dose de vaccin contre la Covid-19, dans un centre d'inoculation de Hsinchu.

La campagne de vaccination commence le 22 mars 2021. Le Premier ministre Su Tseng-chang et le ministre de la Santé et du Bien-Être Chen Shih-chung sont les premiers vaccinés. Dans un premier temps, une liste d'éligibilité à la vaccination est établie par le Central Epidemic Command Center, identifiant dix catégories par ordre de priorité, privilégiant le personnel de santé, et allant jusqu'à couvrir la population âgée de plus de 50 ans.
Alors qu'une flambée épidémique a lieu en mai 2021, le faible taux de vaccination de la population taïwanaise est entre autres mis en cause, et l'efficacité de la campagne associée est alors sous surveillance,. Les stocks nationaux ne sont alors que de 300 000 doses de vaccin d'AstraZeneca-Oxford étant donné les retards d'approvisionnement,,. De plus, le succès initial de la lutte contre la pandémie ainsi que les effets secondaires de caillots sanguins décelés dans certains cas de vaccination via le produit d'AstraZeneca-Oxford participe à la non-popularité de la stratégie de vaccination auprès de la population,,. Cette vague épidémique à néanmoins contribué à inverser cette tendance populaire,.
Alors que les différents de groupes identifiés par le CECC sont au fur et à mesure éligibles pour s'enregistrer sur la plateforme de vaccination, l'ensemble de la population devient éligible à partir du 18 octobre 2021.
Devant la propagation du variant Omicron, l'accès aux doses de rappel est ouvert le 1er janvier 2022,.

## Gestion des vaccins

### Vaccins autorisés
Les vaccins dont l'utilisation a été autorisée par les autorités taïwanaises sont le Covishield d'Oxford et AstraZeneca, le Spikevax de Moderna, le Tozinaméran de BioNTech et Pfizer, ainsi que le vaccin local MVC COVID-19 (en) de Medigen.

### Développements locaux

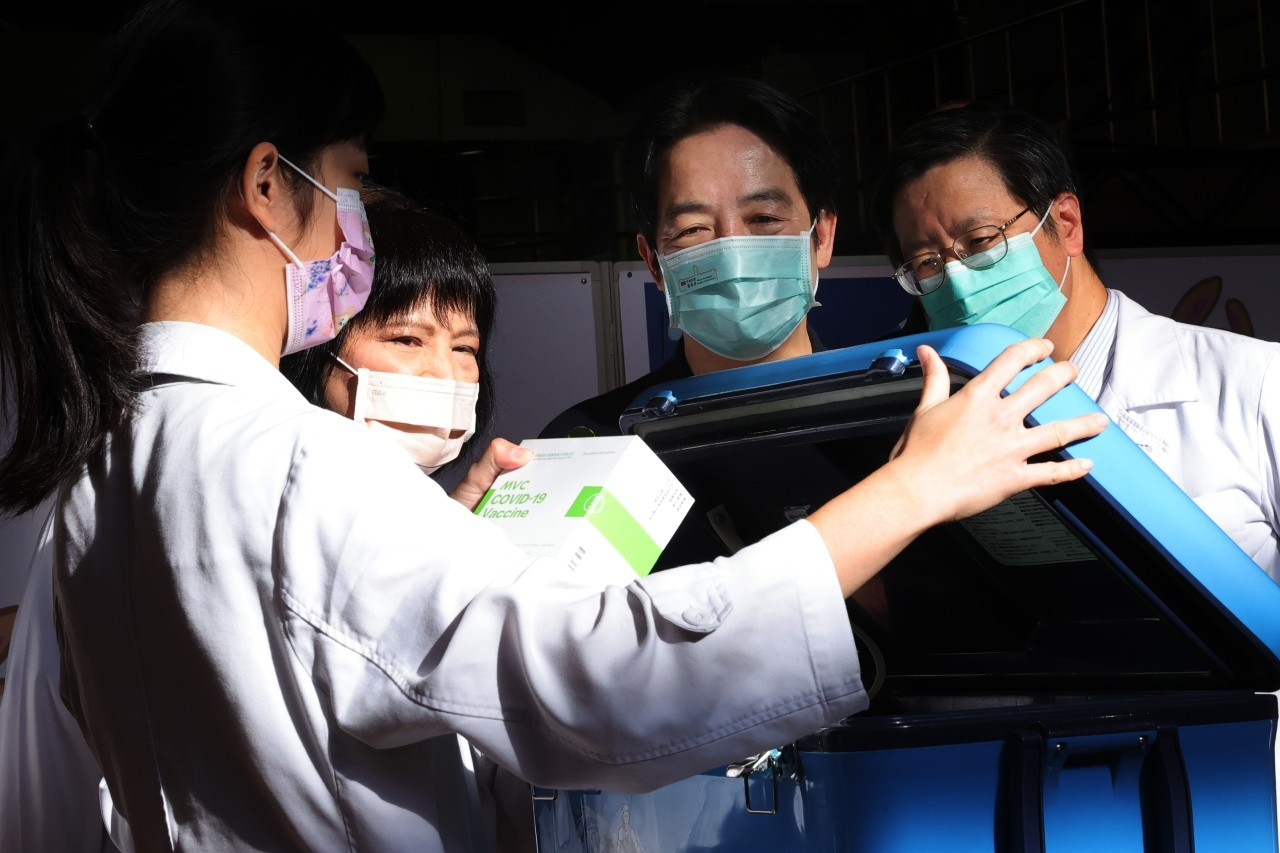
Un carton de doses du vaccin de Medigen, avant la vaccination du vice-président taïwanais William Lai.

Au printemps 2021, parmi les vaccins expérimentaux développés par des entreprises taïwanaises, ceux des sociétés Medigen Vaccine Biologics Corporation et United Biomedical (zh), alors en phase 2 d'expérimentation au mois de mai, se démarquent. Alors que des variants du SARS-CoV-2 sont en circulation à la même époque, l'efficacité de ces vaccins contre ces derniers est étudiée dans le même temps, pour les variants dits « britannique » et « sud-africain », plus tard dénommés officiellement comme variants Alpha et Bêta. Tandis que s'ouvre la phase 3 des essais cliniques du vaccin de Medigen fin juillet, une autorisation d'utilisation d'urgence est accordée à ce même produit par l'agence gouvernementale chargée de l'administration des produits alimentaires et pharmaceutiques.

### Approvisionnement des vaccins
La stratégie initiale du Central Epidemic Command Center d'acquisition de doses de vaccins est composée de trois options : la fabrication sous licence de vaccins d'entreprises pharmaceutiques étrangères, l'achat direct de doses à ces dernières, et le développement de vaccins par des sociétés locales. À court terme, la deuxième est identifiée comme la plus plausible afin de permettre d'atteindre rapidement le seuil immunitaire.
Les premiers approvisionnements de vaccins incluent 10 millions de doses de vaccin de Moderna et 10 millions d'AstraZeneca-Oxford. 4,76 millions via l'initiative COVAX,. Additionnés aux commandes locales de 5 millions de doses chacune aux sociétés taïwanaises Medigen Vaccine Biologics Corporation et United Biomedical (zh), l'objectif est d'obtenir suffisamment d'unités pour couvrir la population de 23 millions de Taïwanais.
Au début de l'été 2021, le gouvernement se trouve dans l'incapacité de conclure une commande d'achat de doses de vaccin Pfizer-BioNTech avec le fabricant allemand BioNTech, étant donné le contrat d'exclusivité de distribution acquis par la société pharmaceutique chinoise Fosun Pharma (en) dans les régions de la Chine continentale, de Hong Kong, de Macao, ainsi que de Taïwan. Afin de permettre l'approvisionnement de doses dans le respect de ce contrat, les autorités taïwanaises autorisent les sociétés locales Foxconn et TSMC ainsi que la fondation Tzu Chi (en) à acheter 5 millions d'unités chacune en son nom, qui feraient par la suite l'objet d'un don privé au gouvernement. L'approvisionnement de quinze millions de doses est ainsi acté au mois de juillet.
Devant les difficultés d'obtenir rapidement des doses et ainsi appliquer sa politique de vaccination, Taïwan bénéficie de dons de la part d'autres pays. Le premier don provient du Japon, alors que Taïwan connaît un épisode épidémique inédit,, suivi plus tard par les États-Unis, la Lituanie, la Slovaquie, la Tchéquie et la Pologne,.

## Statistiques
Pour des raisons techniques, il est temporairement impossible d'afficher le graphique qui aurait dû être présenté ici.